# Poio (ort)
Poio är en ort i Spanien.   Den ligger i provinsen Provincia de Pontevedra och regionen Galicien, i den nordvästra delen av landet, 500 km nordväst om huvudstaden Madrid. Poio ligger 44 meter över havet och antalet invånare är 16 043.
Terrängen runt Poio är lite kuperad. Runt Poio är det ganska tätbefolkat, med 149 invånare per kvadratkilometer. Närmaste större samhälle är Pontevedra, 3,9 km sydost om Poio. I omgivningarna runt Poio växer i huvudsak blandskog.